# Café colonial
O café colonial é uma refeição típica da culinária brasileira, que recebeu influências europeias. A refeição é proveniente principalmente das cidades de origem germânica e eslava, dos três estados do Sul do Brasil, sendo que cada estado tem sua característica específica da culinária.

## Distribuição geográfica
Em todo o Sul o chamado "café colonial" recebeu influências das tradições dos povos que ajudaram a colonizar a região. Povos germânicos como alemães, alemães do Volga, bucovinos, austríacos, luxemburgueses, belgas, suíços, holandeses, suábios, bessarábios. Povos eslavos como poloneses, ucranianos, rutenos, silesianos, bielorrussos, russos. E até mesmo influências dos povos ítalos e iberos.
Em Santa Catarina, das serras ao litoral é possível encontrar o café colonial, não apenas em Joinville e Blumenau, mas em quase todas as cidades do estado, mesmo nas que não tiveram colonização germânica.[carece de fontes?] Alguns exemplos: Anitápolis, Santa Rosa de Lima, Grão-Pará. Em Santa Catarina, mais especificamente no Vale do Itajaí onde a cultura alemã é predominante nas cidades de Blumenau, Pomerode, Brusque, Jaraguá do Sul, Timbó, Indaial e Rio do Sul, possuem os tradicionais Cafés Coloniais se destacando o de Blumenau com o Cafehaus Glória.[carece de fontes?]
No Rio Grande do Sul também há a colonização alemã, e cidades como Gramado, Canela, Nova Petrópolis, Igrejinha e Santa Cruz do Sul, tem no cardápio pratos desta culinária.
No Paraná o café colonial é comum em praticamente em todas as regiões do estado, como em Curitiba e região metropolitana, Campos Gerais, Centro-Sul, Norte e Oeste. Além da influência germânica e holandesa, a influência eslava (polonesa, ucraniana e russa) pode ser mais sentida.

## Característica e composição
Apesar do nome, o café colonial é uma refeição que não tem a finalidade exclusiva de ser um café da manhã (desjejum), podendo, ao contrário, ser degustado a qualquer momento do dia. A maioria dos produtos são produzidos artesanalmente.
Constitui-se de uma mesa farta composta de massas, como pães variados, principalmente pães caseiros, podendo ser do tipo sovado, francês, de queijo, integral, broa, focaccia, brioche, e pães doces como o chineque. Uma variedade de tortas e bolos, como cuca, bolo de milho e rosca de polvilho. Além de alimentos como manteiga, chimia, queijos, presunto, embutidos, salsicha wiener, salsicha bock, carne de porco, bolachas e biscoitos, keschmier e mel, entre outros. Acompanhados de bebidas como leite, café, chocolate quente e até mesmo vinho.
Noutras regiões brasileiras, especialmente nas rurais, a composição do chamado café colonial pode variar, nunca perdendo, todavia, o sentido de lanche bem farto e nutritivo. Tem como horários ás 06:00 ás 07:00 pra início do mesmo.

## Galeria

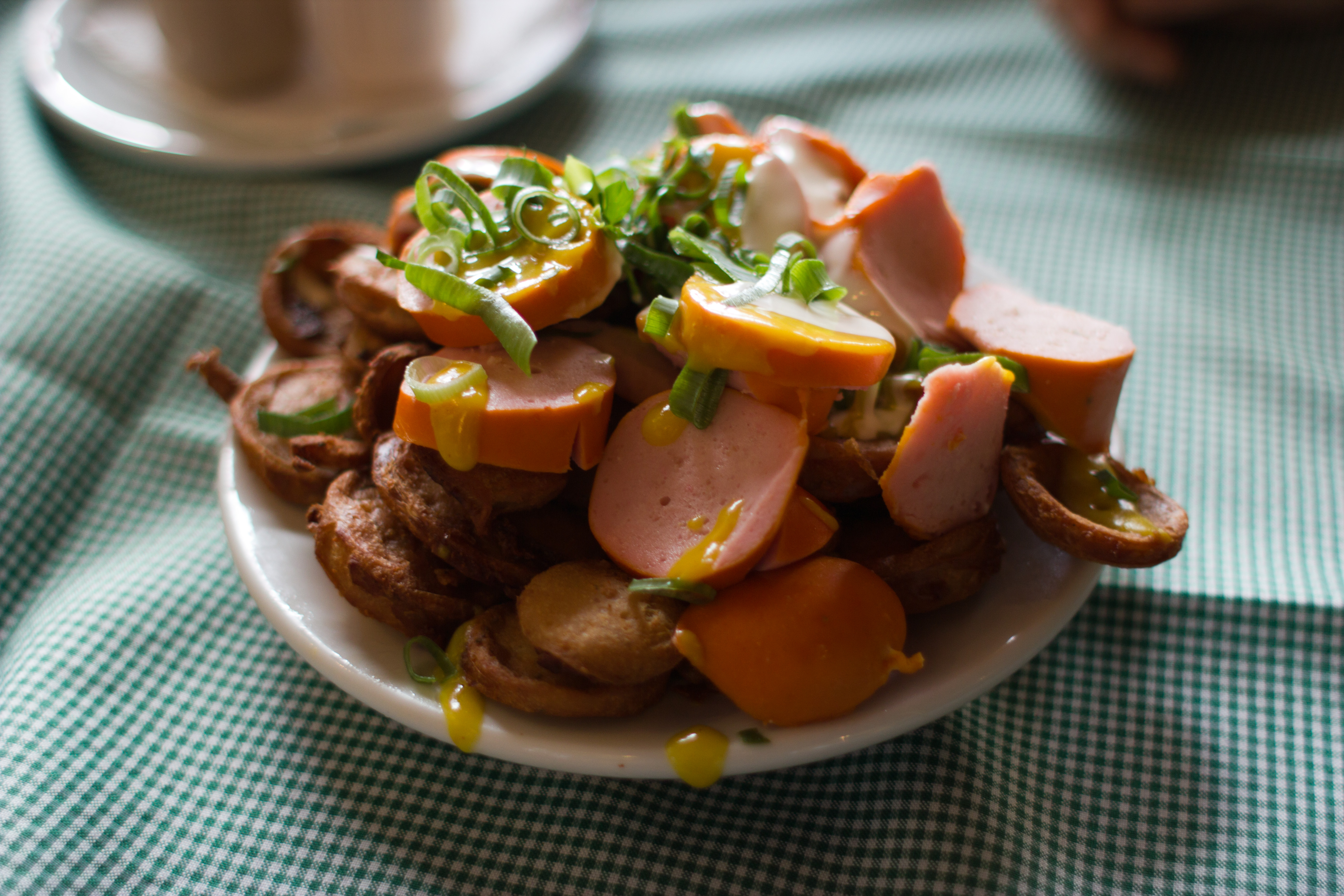
Prato de vina, típica salsicha tipo vienense proveniente da cultura germânica, em Curitiba.
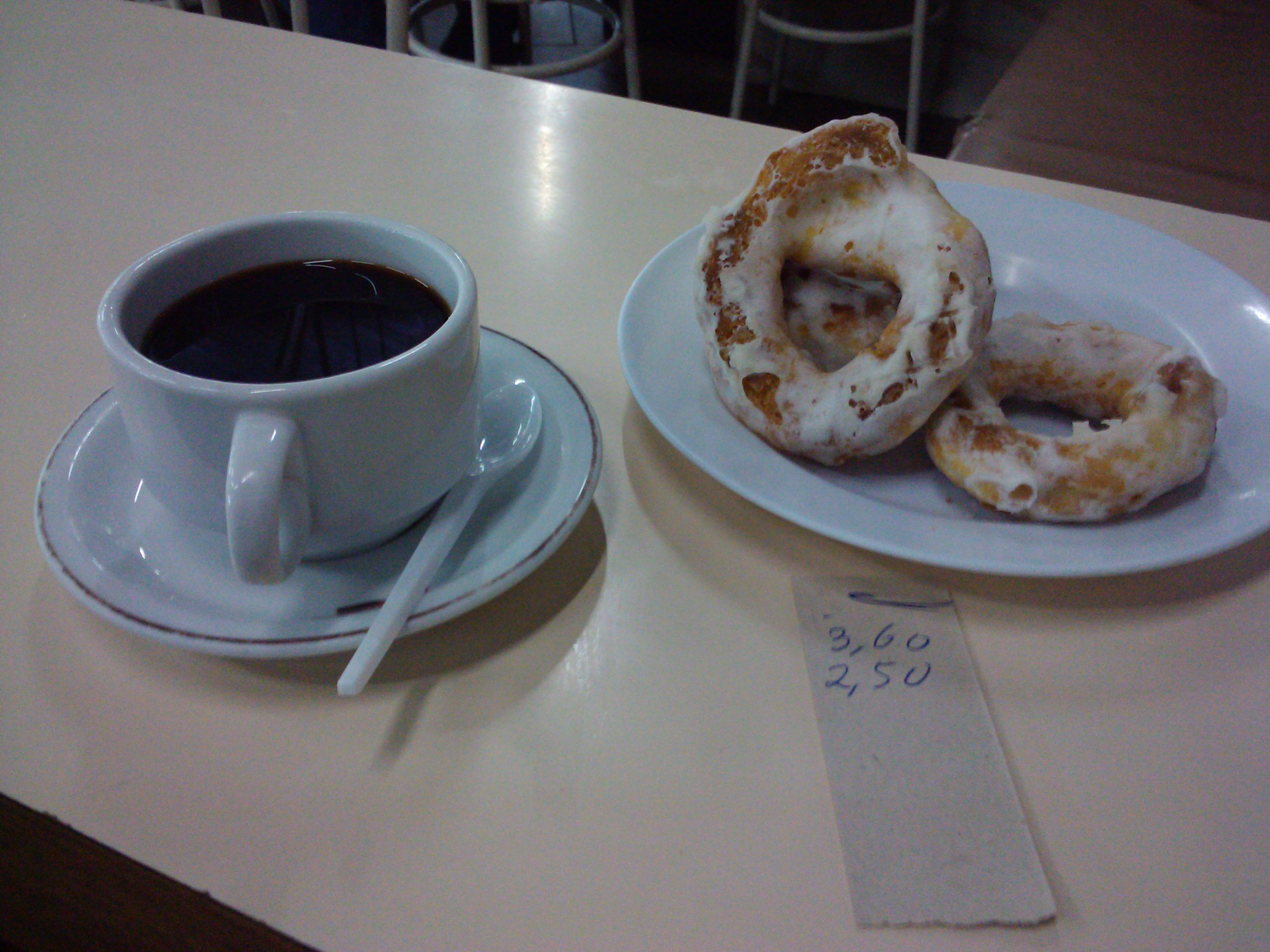
Xícara de café servido com rosquinhas espanholas.
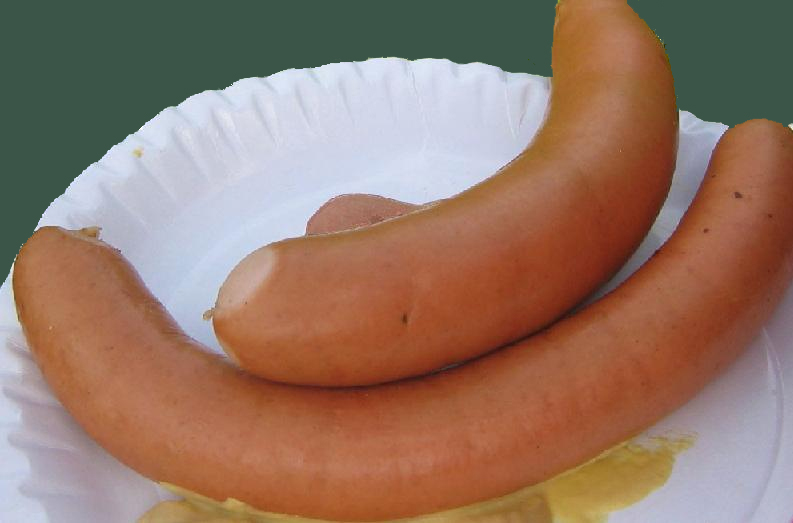
Bockwurst, salsicha tradicional da cultura germânica que integra o café colonial.
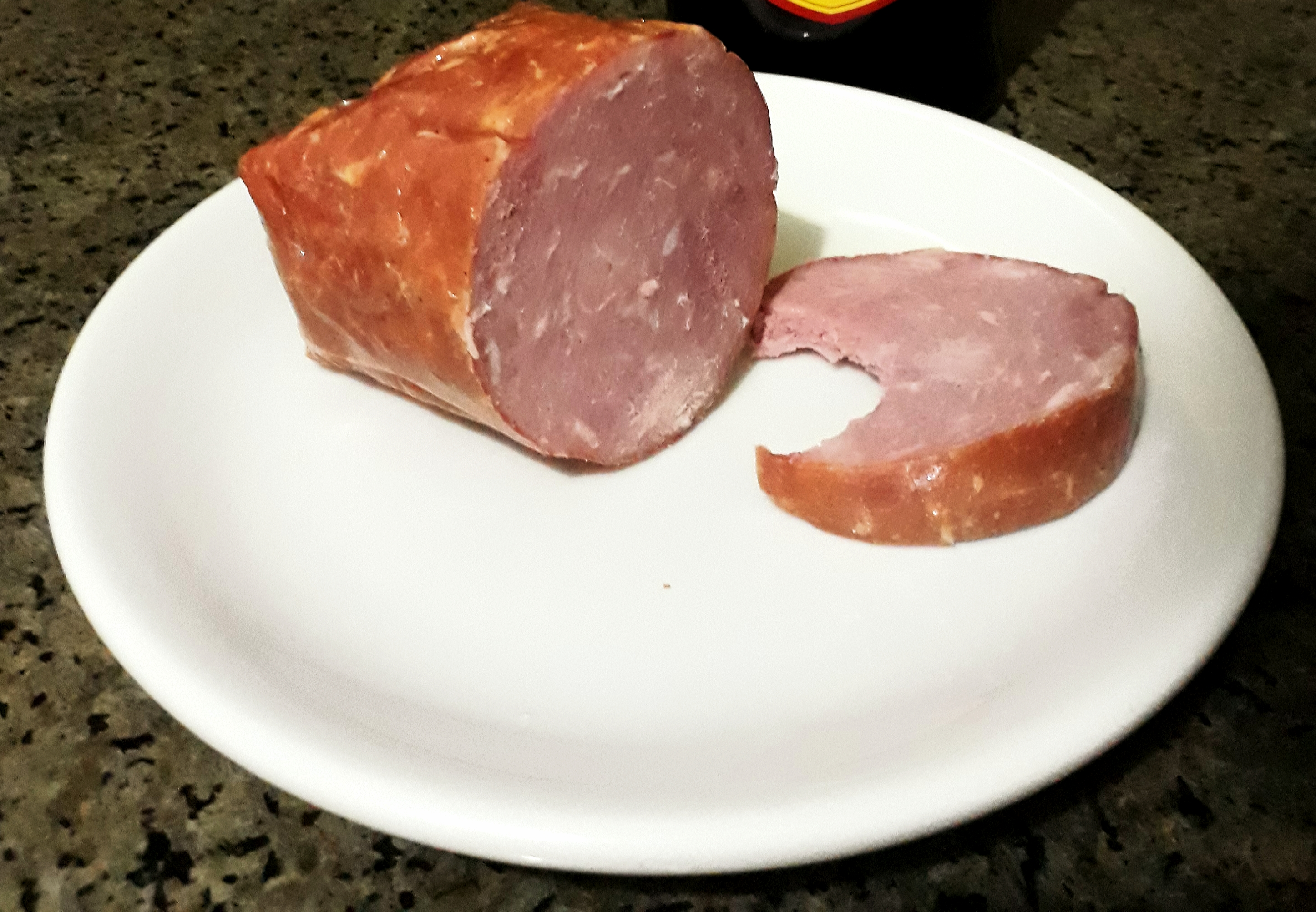
Salame cracóvia, típico embutido do Paraná que integra os cafés coloniais.
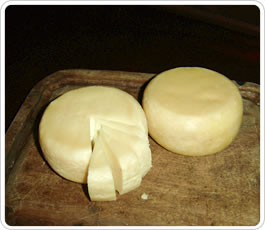
Queijo de colônia, tipo de queijo produzido na área serrana do Sul do Brasil.
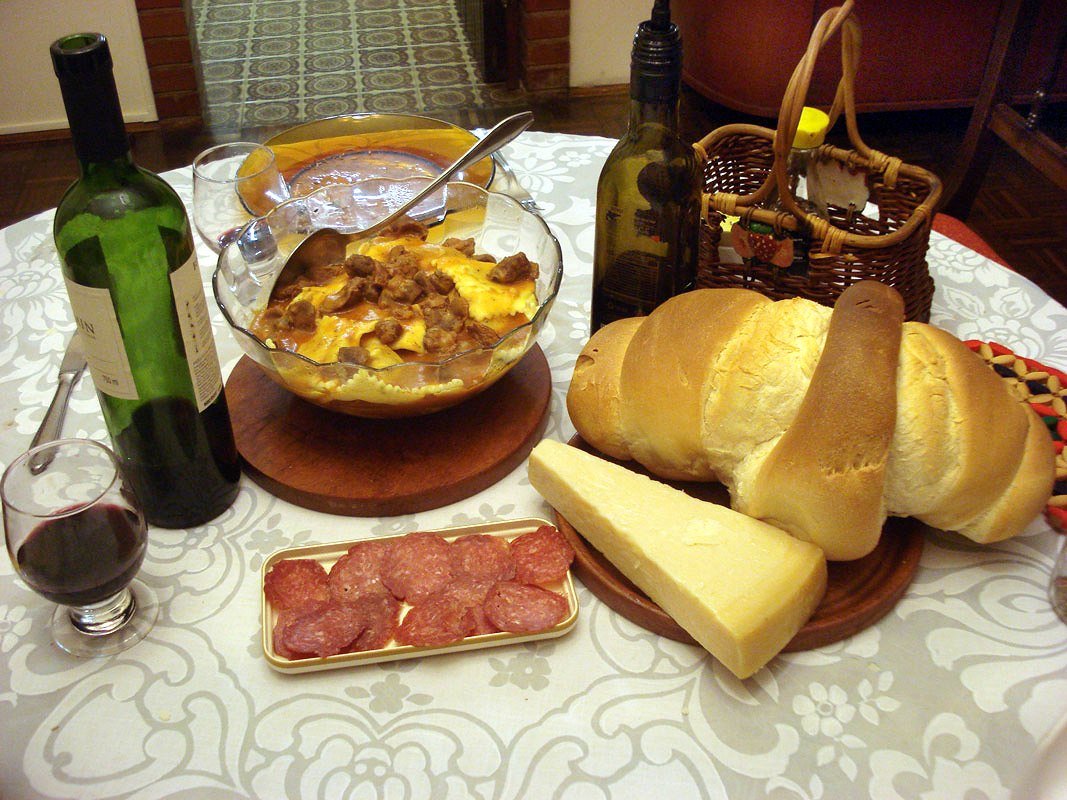
Mesa com produtos de origem italiana em Caxias do Sul, no Rio Grande do Sul.
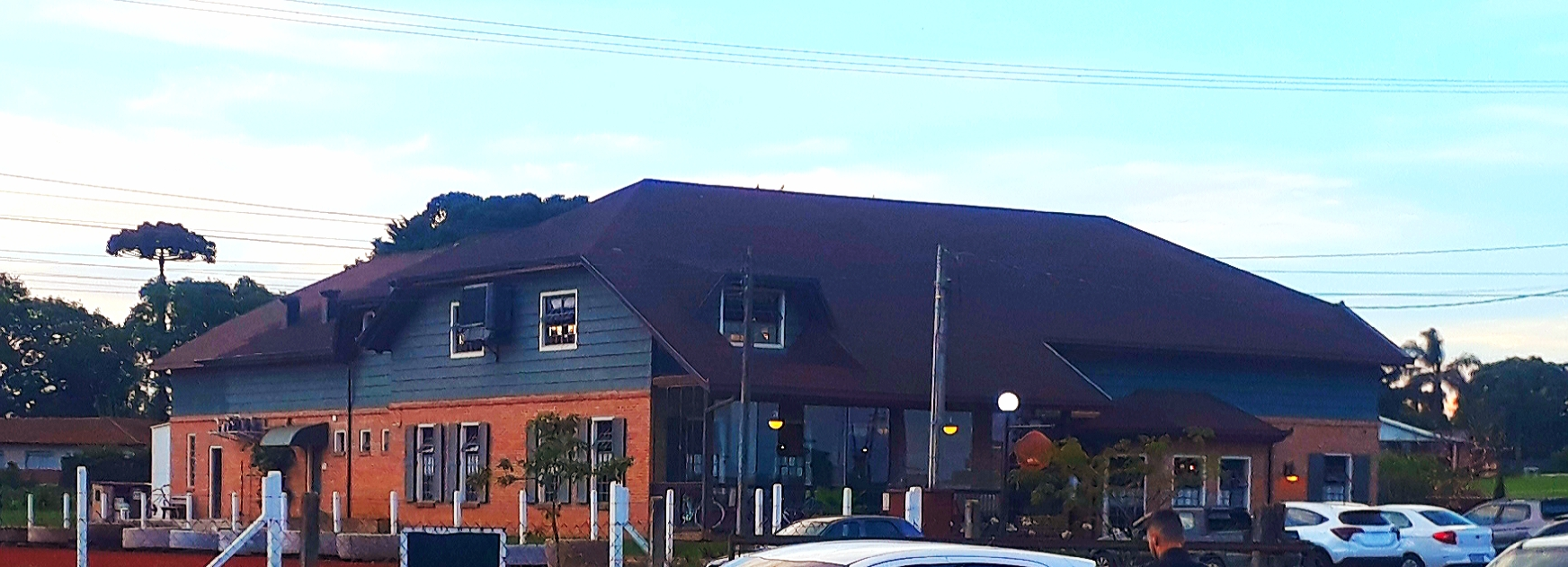
Estabelecimento de café colonial em estilo holandês em Carambeí, no Paraná.
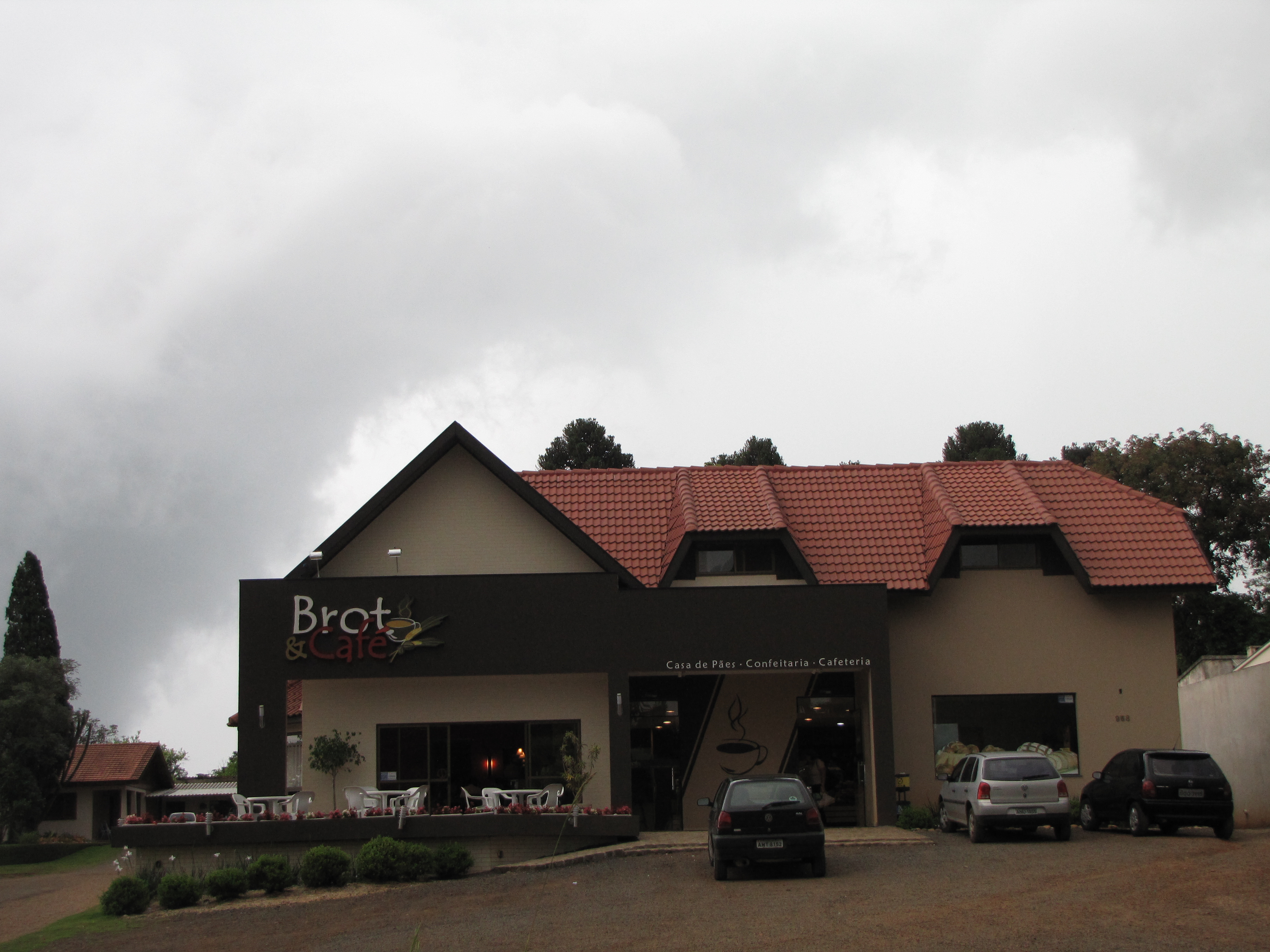
Estabelecimento de café colonial em estilo suábio em Guarapuava, no Paraná.
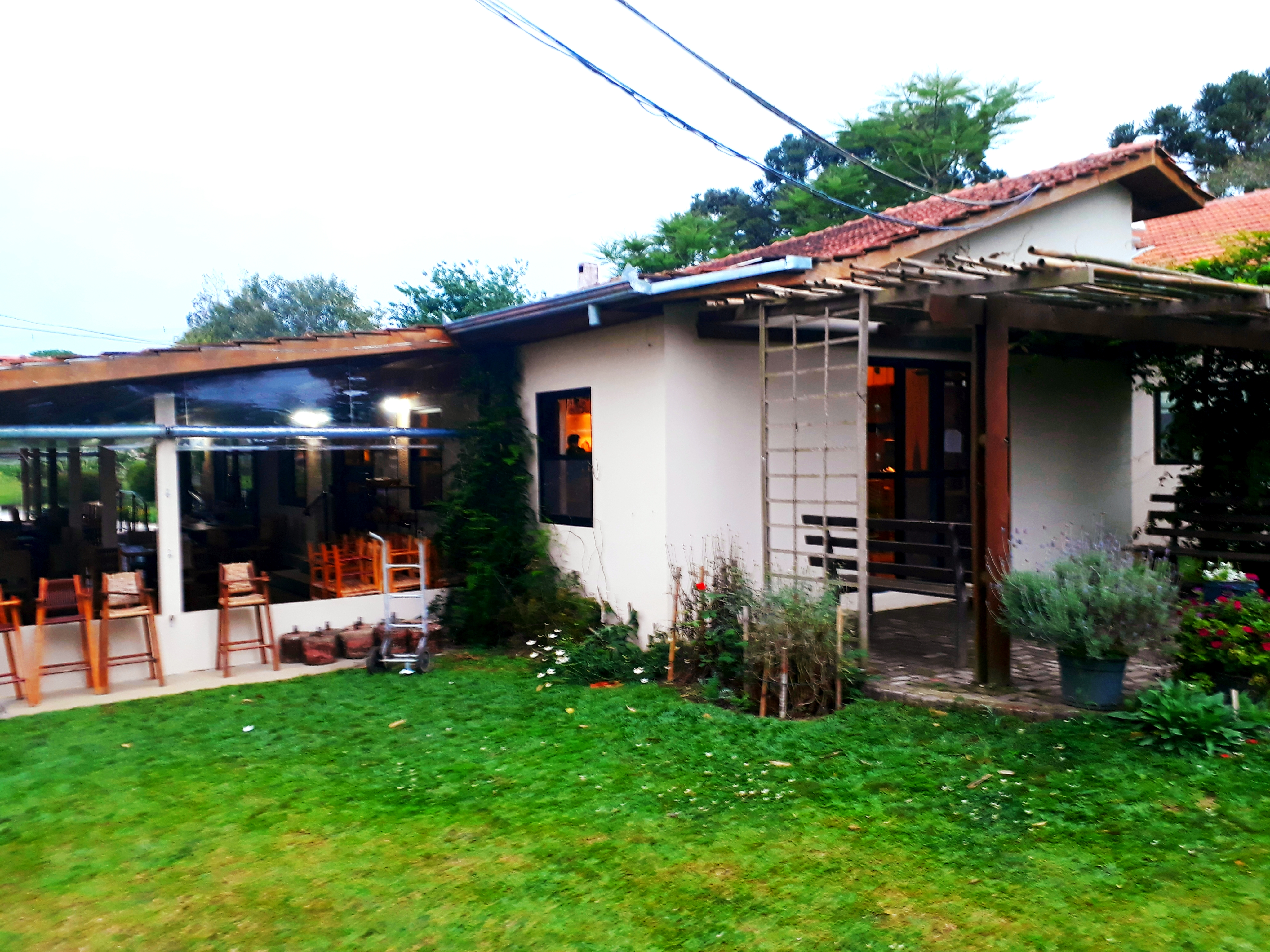
Estabelecimento de café colonial em estilo alemão em Palmeira, no Paraná.
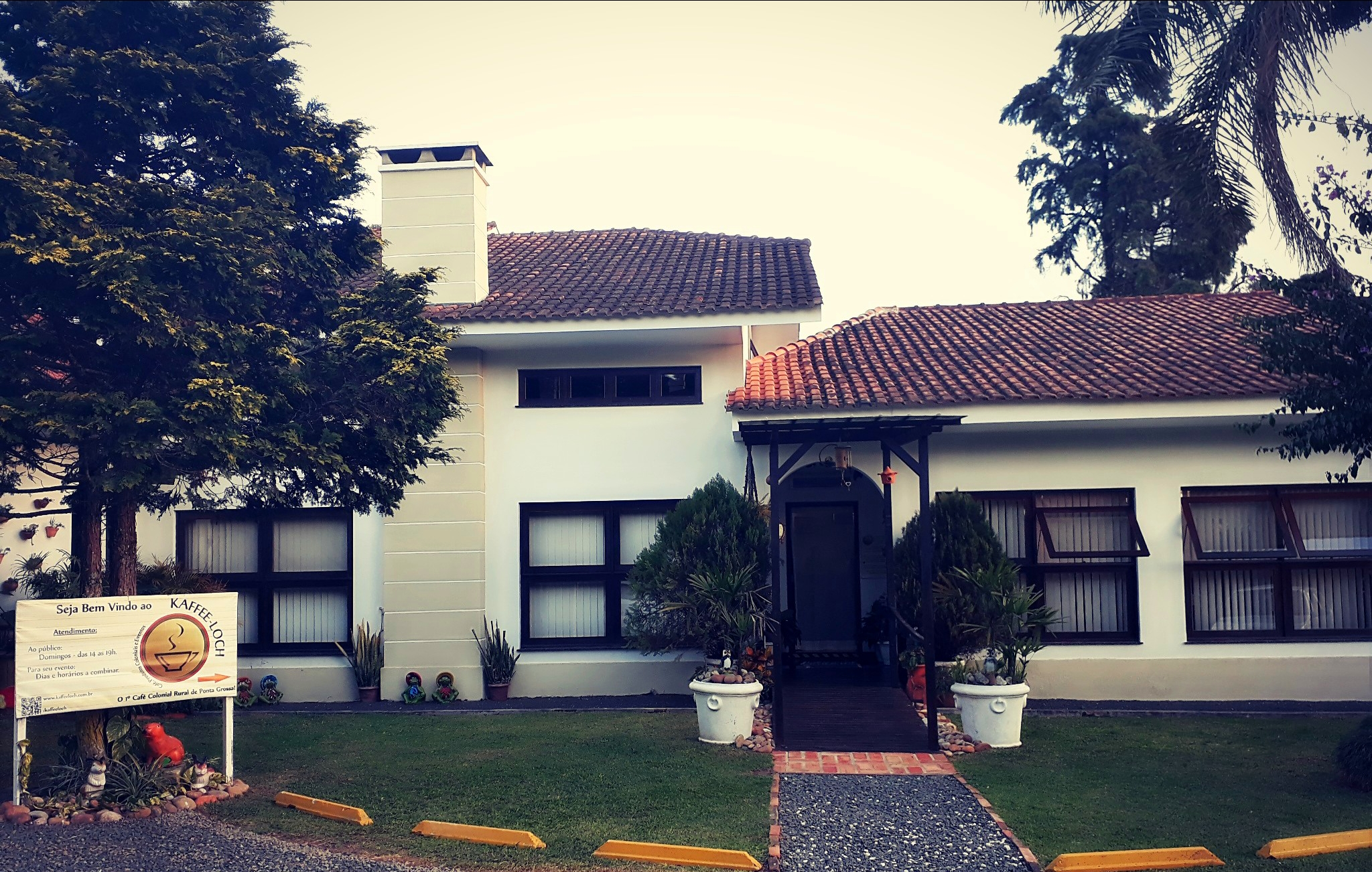
Estabelecimento de café colonial em Ponta Grossa, no Paraná.